# Tự do chính trị
Tự do chính trị là sự không can thiệp vào chủ quyền của mỗi cá nhân bằng cách áp bức hay gây hấn cá nhân đó. Người dân của một xã hội tự do phải có đầy đủ quyền của mình trong cộng đồng và cuộc sống cá nhân của riêng họ. Trái ngược với xã hội có tự do chính trị là xã hội toàn trị, một xã hội hạn chế tối đa tự do chính trị nhằm áp đặt mọi hành vi của người dân .

## Phân loại
Khái niệm tự do chính trị có liên hệ chặt chẽ với các khái niệm về các quyền tự do công dân và quyền cá nhân. Hầu hết các xã hội dân chủ được quy định nhiều quyền tự do cụ thể được pháp luật của các quốc gia đó bảo vệ.
Các quyền tự do chính trị chính gồm có:
- Tự do báo chí
- Tự do di chuyển
- Tự do học thuật
- Tự do lập hội
- Tự do ngôn luận
- Tự do tôn giáo
- Tự do tư tưởng